# 八道湾街道
八道湾街道，是中华人民共和国新疆维吾尔自治区乌鲁木齐市水磨沟区下辖的一个乡镇级行政单位。

## 行政区划
八道湾街道下辖以下地区：
丰华社区、绿洲社区和新建社区。